# 夜学
夜学（やがく）とは、学校の課程のうち夜間に開かれるものの通称。夜学校とも。また、これが転じて、夜間に勉強することを指すこともある。第二部や単に「二部」、夜間主コースなどと称することがある。

## 日本の状況

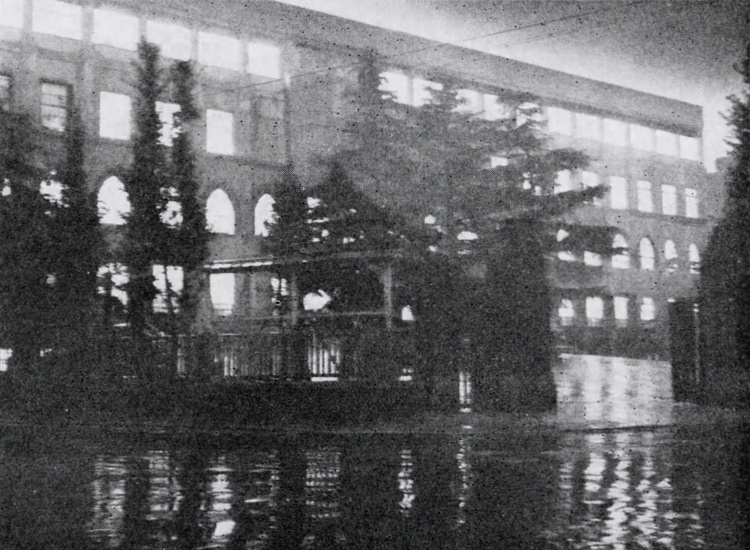
中央大学の夜景（1955年）

第二次世界大戦前の日本では主に、旧制専門学校、中等学校（旧制中学校・実業学校）の夜間部のことを指していた。また、青年学校のように夜学が前提の学校が存在した。第二次世界大戦後の日本では、高等学校の夜間定時制や大学（短期大学を含む）、専門学校、各種学校の夜間部、第二部を指すことが多い。
基本的には、中学校や高等学校の卒業後、就職して働きながら学ぶ勤労学生のための学校だが、会社の定年退職後に入学する人もいる。また、15歳人口や18歳人口が増加し、上級教育機関への進学率も増加した1980年代には、昼間の教育機関に入学できなかった者の受け皿としても機能した。
日本大学・専修大学・東京理科大学・東京電機大学のように夜学から始まった伝統を大切にしている学校や、東洋大学のように21世紀に入っても夜学を新規設置するケースもあるが、勤労学生の減少や、少子化による昼間の教育機関の難易度低下などから、夜学の生徒・学生数は減少傾向にあり、多くの学校で統廃合の対象となっている。

### 夜学発祥の学校
- 東京物理学校（現・東京理科大学） ‐ 1881年創立
- 私立東京商業学校（現・東京学園高等学校） ‐ 1888年創立
- 日本法律学校（現・日本大学） ‐ 1889年（明治22年）創立
- 慶応義塾商業学校（現・慶応義塾大学） ‐ 明治24年（1891年）創立
- 遠友夜学校 ‐ 1894年（明治27年）創立
- 東京市立商業補習夜学校（のち東京市立商業学校） ‐ 明治39年（1906年）創立
- 電機学校（現・東京電機大学） ‐ 1907年（明治40年）創立
- 中央工学校 ‐ 1909年（明治42年）創立
- 板橋尋常夜学校 ‐ 1930年創立
- 五大法律学校や関西法律学校（現・関西大学）、京都法政学校（現・立命館大学）など明治期に設立された法律学校は夜間の授業を中心として発足したものが多い。